# Tischendorf (Auma-Weidatal)
Tischendorf ist ein Ortsteil der Landgemeinde Stadt Auma-Weidatal im Landkreis Greiz in Thüringen.

## Geografie
Der Ortsteil liegt etwa 5 Kilometer nördlich von Auma und 2 Kilometer östlich von Triptis entfernt. Zur Bundesstraße 2, die westlich etwa 500 Meter am Dorf vorbeiführt, hat man guten Anschluss an das Umland und die anderen Verkehrswege.
Die Gemarkung befindet sich im Buntsandsteingebiet bei Triptis und an der nördlichen Grenze zum Südostthüringer Schiefergebirge.

## Geschichte
Die urkundliche Ersterwähnung von Tischendorf erfolgte 1378. Der Ort war und ist landwirtschaftlich geprägt und arbeitet mit den Nachbarorten gemeinschaftlich zusammen.